# Euryphryneta albotriangularis
Euryphryneta albotriangularis – gatunek chrząszcza z rodziny kózkowatych i podrodziny zgrzypikowych. Jedyny przedstawiciel rodzaju Euryphryneta.

## Zasięg występowania
Gatunek ten występuje w Demokratycznej Republice Konga.